# Pheidole laminata
Pheidole laminata är en myrart som beskrevs av Carlo Emery 1900. Pheidole laminata ingår i släktet Pheidole och familjen myror. Inga underarter finns listade i Catalogue of Life.